# Lidia Klement
Lidia Richardovna Klement (in russo: Ли́дия Ри́чардовна Кле́мент; Leningrado, 8 luglio 1937 – Leningrado, 16 giugno 1964) è stata una cantante sovietica.

## Biografia
Attiva sin da giovanissima nel mondo musicale, studiò il pianoforte e cantò in un coro. Si diplomò all'Istituto di Leningrado dell'Ingegneria Civile e lavorò per due anni come un ingegnere, collaborando con alcune band e orchestre.
Nel 1958, mentre collaborava con il Teatro della commedia di Leningrado, fu notata e diversi compositori iniziarono a scrivere canzoni appositamente per lei.
Nei suoi soli 5 anni circa di carriera, Lidia Klement conquistò rapidamente una vasta fama in tutta l'Unione Sovietica interpretando canzoni destinate a entrare nell'immaginario collettivo russo, come Karelia, Pioggia sul Neva, Zvezdy v konduktorskoy sumke e altre ancora. Prese parte a tante trasmissioni e programmi musicali (tra cui Goluboj ogonëk e altri), arrivando a pubblicare il suo primo album all'inizio del 1964 (dopo già cinque singoli, di cui tre pubblicati in quegli stessi mesi ed estratti proprio dall'album).
Morì nel giugno 1964 a soli 26 anni a causa di un melanoma.

### Anni recenti
Nel 2004 è uscita una sua compilation riepilogativa in formato CD, mentre a dicembre 2021 è stato ripubblicato il suo album del 1964 in versione digitale sui circuiti internazionali.

## Discografia

### Singoli
- 1960 - 78 giri - Песенка почтальона / Праздник трубачей
- 1963 - 78 giri - Когда вам двадцать лет / Здравствуй
- 1964 - 78 giri - Мы приходим в новый дом / Карелия ("Karelia")
- 1964 - 78 giri - Дождь на Неве / Весенняя песня (Я счастье несу)
- 1964 - 33 giri - Карелия / На кургане

### Album
- 1964 - Поёт Лидия Клемент ("Canta Lidia Klement"; ripubblicato nel 2021 in versione digitale)